# Самогонники (фільм, 1916)
«Самогонники» (англ. The Moonshiners) — американська короткометражна кінокомедія Роско Арбакла 1916 року з Аль Ст. Джоном в головній ролі.

## У ролях
- Аль Ст. Джон — хлопець, який носить багаж
- Еліс Лейк — дівчинка
- Джо Бордо — самогонник
- Горас Гейн — агент станції
- Дж. Герберт Френк
- Джиммі Браянт